# Sydney Kings
Les Sydney Kings sont un club australien de basket-ball basé à Sydney. Il s'agit du premier club à avoir remporté 3 titres d'affilée de la National Basketball League, le plus haut niveau en Australie.

## Historique
Les Kings sont issus de la fusion entre les Bankstown Bruins et les Sydney Supersonics en 1988. L'équipe a alors adopté les couleurs violet-or associées à celles de la royauté.
Le 12 juin 2008, une fois la saison terminée, la franchise se met en faillite après avoir eu des difficultés financières, notamment pour payer les salaires des joueurs.
Le club est relancé par un changement de propriétaire et participe au championnat à partir de la saison 2010-2011.

## Noms successifs

Logo de 1988 à 2006

- 1979 - 1981 : City of Sydney Astros
- 1979 - 1985 : Bankstown Bruins
- 1982 - 1987 : Sydney Supersonics
- 1986 - 1987 : West Sydney Westars
- Depuis 1988 : Sydney Kings

## Palmarès
- National Basketball League : 2003, 2004, 2005

## Entraîneurs successifs
- 1988 :  Claude Williams (en)
- 1989-1995 :  Bob Turner
- 1996-1997 :  Alan Black
- 1998-1999 :  Bill Tomlinson
- 1999-2002 :  Brett Brown
- 2002-2008 :  Brian Goorjian
- 2010-2011 :  Ian Robilliard
- 2012-2014 :  Shane Heal
- 2014-2015 :  Damian Cotter (en)
- 2015 :  Joe Connelly
- 2016-2019 :  Andrew Gaze
- 2019-2020 :  Will Weaver
- 2020-2021 :  Adam Forde (en)
- 2021-2023 :  Chase Buford (en)
- 2023-2024 : / Mahmoud Abdelfattah (en)
- 2024- :  Brian Goorjian

## Maillots retirés
- No 23 - Shane Heal

## Joueurs célèbres ou marquants
- David Barlow
- Shane Heal
- Luke Kendall
- Dontaye Draper
- Rolan Roberts
- Randolph Childress
- Jason Smith
- Mark Worthington
- Russell Hinder
- Andrew Bogut